# Зессе
Зессе (нід. Zeesse) — селище в нідерландській провінції Оверейсел. Входить до муніципалітету Оммен.
Його площа становить 1,64 км², а населення станом на 2021 рік складало 15 осіб.